# Florence and the Machine
Florence and the Machine (estilitzat com a Florence + the Machine) és el nom de la banda anglesa liderada per la cantant Florence Welch. El so de Florence and the Machine ha estat descrit com una combinació de diversos gèneres, inclosos el rock i el soul. La seva música ha rebut diversos elogis en els mitjans de comunicació abans que tinguessin èxit comercial, especialment per part de la BBC, la qual va tenir un paper important en el creixement artístic de la banda, en promocionar-la al programa BBC Introducing.

## Carrera musical

### 2008–10:Lungs

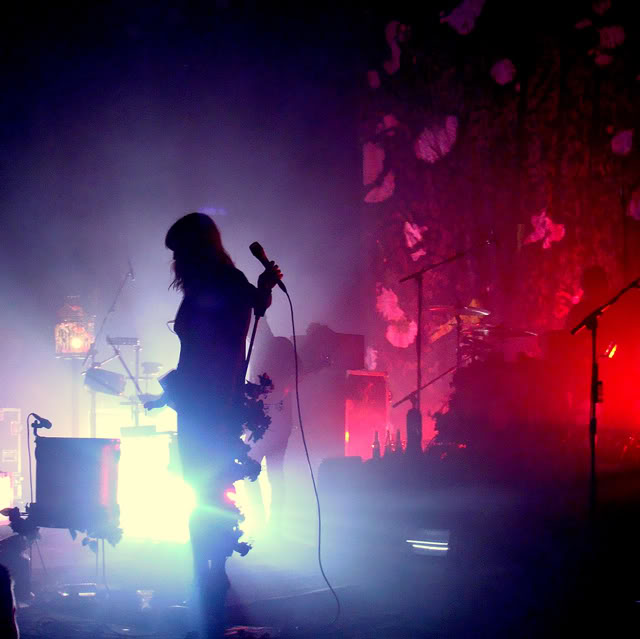
Florence and the Machine actuant al O2 ABC Glasgow durant el seu Lungs Tour.

L'àlbum debut de la banda, Lungs, es va llançar el 6 de juliol de 2009. Va ser produït per James Ford de Simian Mobile Disco, Paul Epworth, Steve Mackey i Charlie Hugall
El gener de 2010 l'àlbum va aconseguir la primera posició, després d'haver estat a la llista 28 setmanes consecutives fins a aquell moment. L'àlbum va aconseguir la primera posició en les llistes de vendes del Regne Unit, així com la 13a posició en les llistes europees. A data del 6 d'agost l'àlbum havia venut més de 100.000 còpies al Regne Unit, de manera que va aconseguir la 2a posició i la va mantenir durant cinc setmanes. L'àlbum va ser editat als EUA el 20 d'octubre per la companyia Island Records.
L'àlbum va estar entre els 40 àlbums principals del Regne Unit durant 65 setmanes consecutives, cosa que el va convertir en un dels discos més venuts del 2009 i 2010. Als BRIT Awards del 2010, Lungs va guanyar el premi al millor àlbum britànic atorgat per MasterCard. Florence and the Machine va actuar en viu als MTV Video Music Awards i en el concert del lliurament del Premi Nobel de la Pau, tots dos del 2010. La banda va ser nominada el 2011 en la categoria "Artista Revelació" en el lliurament número 53 dels Premi Grammy, però la cantant de jazz Esperanza Spalding va acabar emportant-se el guardó.
El senzill de debut de la banda va ser "Kiss with a Fist", cançó usada per a la banda sonora de la pel·lícula Jennifer's Body., i també en el soundtrack de la pel·lícula "Wild Child". El següent senzill va ser la cançó Dog Days Are Over, usat per la BSO d'Eat Pray Love al qual van seguir "Rabbit Heart (Raise It Up)", "Drumming Song" i You've Got The Love. Posteriorment va venir el rellançament de "Dog Days Are Over" l'abril del 2010 amb una nova versió audiovisual. El següent single va ser "Cosmic Love" llançat al juliol i "Heavy in Your Arms", banda sonora de The Twilight Saga: Eclipse.

### 2011–13:Ceremonials
El grup va començar a gravar el seu segon àlbum al gener del 2010, amb l'ajut del productor Paul Epworth. Welch ha descrit el so del seu següent treball com a "més dur".

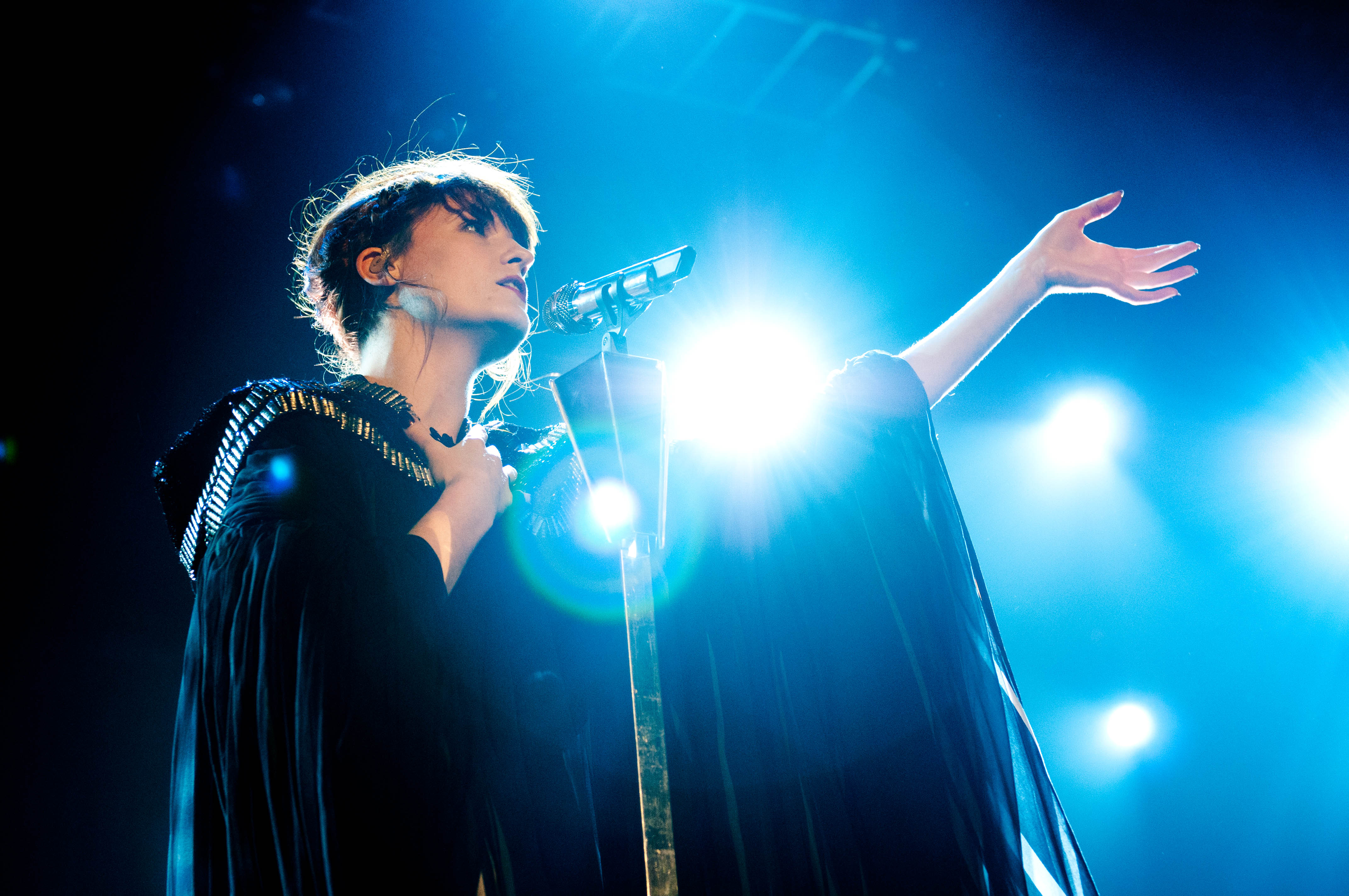
Florence and the Machine durant un concert a Auckland, el 2012.

El 23 d'agost de 2011 presenta "What the Water Gave Me", el primer single del seu segon disc, i a principis de setembre es revela que el segon àlbum seria titulat "Ceremonials". Finalment va ser llançat el 31 d'octubre al Regne Unit. El segon single d'aquest disc va ser presentat a les 19:00 a la cadena de BBC Radio 1 (20:00 hora catalana), titulat "Shake It Out". El seu tercer senzill és "No Light, No Light" i va ser llançat el 8 de març de 2012, la cançó va rebre excel·lents comentaris de la crítica, elogiant la seva lletra que «sona a autocrítica» i que «la cançó aconsegueix sonar inquietament èpica».
Florence and The Machine també ha col·laborat amb la banda sonora de la pel·lícula de Rupert Sanders, Snow White & the Huntsman, amb el tema principal "Breath of life" inspirat en la reina malvada.
L'abril de 2012, es va llançar el seu segon àlbum en viu MTV Unplugged - A Live Album gravat a Nova York al desembre de 2011 a l'Angel Orensanz Center. El xou va comptar amb la participació de Josh Homme, vocalista de Queens Of The Stone Age, en el cover de "Jackson", originalment gravat per Johnny Cash i June Carter.
La banda va llançar al juny de 2012 el senzill "Spectrum (Say My Name)" en una nova versió remesclada pel DJ i productor Calvin Harris, conegut pel seu treball amb Rihanna a "We Found Love". Gràcies a aquest senzill, la banda va aconseguir obtenir el seu primer número 1 al Regne Unit. Segons declaracions de Florence a la BBC Radio 1 aquest seria l'últim single de Ceremonials. Però després, van llançar Breaking Down essent aquest oficialment l'últim senzill de l'àlbum.
El desembre de 2012, Florence and the Machine van rebre nominacions als Premis Grammy de 2013 en les categories Millor àlbum de pop vocal per Ceremonials i a la Millor interpretació vocal de pop duo/banda per la seva cançó "Shake It Out".

### 2014-actualitat:How Big, How Blue, How Beautiful
El 4 de juny de 2014, Welch va dir a NME que el tercer àlbum d'estudi de la banda estava en obres. El gener de 2015, un lloc de fans va publicar una foto que mostra Florence and the Machine mesclant el seu pròxim àlbum en un estudi de gravació. La fotografia va ser eliminada, però va aparèixer en diversos llocs web de notícies més tard. El 9 de febrer, la banda va tocar totes les cançons del nou àlbum íntegrament, entre elles "Ship to Wreck", "Caught", "Delilah" i el primer senzill de l'àlbum, "What Kind of Man" en un xou privat de Londres. L'endemà, el 10 de febrer, la banda va llançar un vídeo musical breu de la cançó principal del seu àlbum d'estudi, How Big, How Blue, How Beautiful, que també actuava com el resum oficial de l'àlbum, dirigida per Tabitha Denholm i Vincent Haycock i rodat a Mèxic. El senzill i l'àlbum estaven disponibles per pre-comanda posteriorment en totes les botigues populars de música en línia. El vídeo musical dura una mica menys de 3 minuts, en comparació amb els 5 minuts de la pista de la versió de l'àlbum. El 12 de febrer, el primer senzill de l'àlbum "What Kind of Man" va ser revelada per Zane Lowe de la BBC Radio 1 show. seguit pel llançament del video musical més tard aquell dia al canal de VEVO de la banda a través de YouTube.

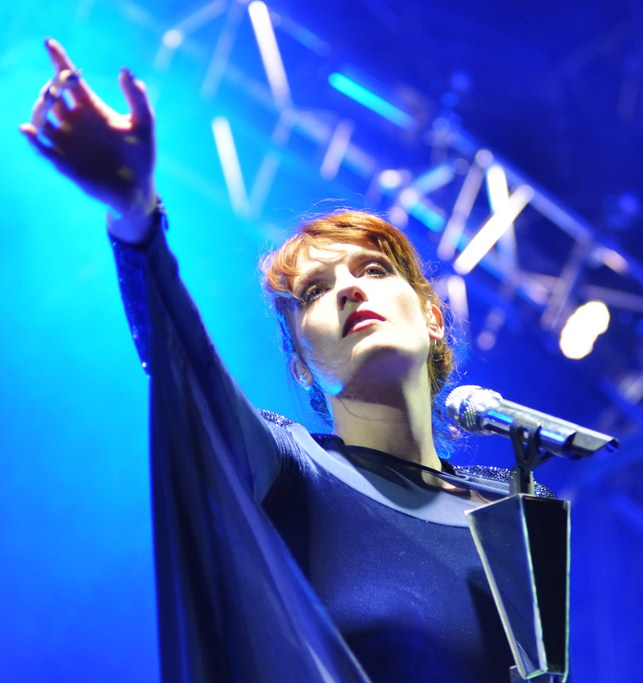
Florence Welch de Florence and the Machine en concert a Coachella, el 22 d'abril de 2012.

La banda va llançar un vídeo musical d'una altra cançó anomenada "St. Jude" el 23 de març, coreografiat per Ryan Heffington i dirigit per Vincent Haycock, continuant amb la narració del vídeo anterior de "What Kind of Man". El 8 d'abril, el segon senzill de l'àlbum titulat "Ship to Wreck" es va estrenar a al programa deHuw Stephens, BBC Radio 1. El vídeo musical es va estrenar una setmana més tard el 13 d'abril, continuant la història dels dos últims vídeos. El 19 de maig, la Disc-jockey Annie Mac revela una altra nova cançó del disc al seu programa de ràdio de la BBC amb el nom de "Delilah".
L'àlbum va ser llançat el 29 de maig a Alemanya, 1 de juny al Regne Unit i el 2 de juny als Estats Units. Una versió de luxe de l'àlbum que conté 5 pistes addicionals va ser llançada el 13 de maig de 2015. En la seva primera setmana de vendes, How Big, How Blue, How Beautiful va encapçalar les llistes en vuit països: Regne Unit, Estats Units, Canadà, Irlanda, Suïssa, Polònia, Austràlia i Nova Zelanda. L'àlbum també va arribar als deu primers llocs en deu països més.
Va ser el primer àlbum de la banda a arribar a la posició número u en el rànquing nord-americà Billboard 200 venent més 137.000 còpies. Al Canadà, l'àlbum va vendre 19.000 còpies en la seva primera setmana que li va servir per debutar en el número u. Al Regne Unit, va vendre una mica menys de 70.000 còpies, aconseguint el cim de la llista UK Albums Chart.
La banda va ser confirmada per nombrosos festivals europeus durant l'estiu de 2015, inclosos els Way Out West a Suècia, Super Bock Super Rock a Portugal i Rock Werchter a Bèlgica, entre d'altres. El juny de 2015 es va anunciar que Florence + the Machine seria titular del prestigiós Festival de Glastonbury després de la cancel·lació de Foo Fighters per la fractura a la cama que va patir Dave Grohl, exbaterista de la prestigiosa banda  Nirvana.

## Gires
Des del febrer de 2008 fins al juliol de 2011 van realitzar una gira anomenada Lungs Tour dins de la qual van dur a terme The Cosmic Love Tour pel continent europeu i des d'octubre d'aquest mateix any fins al 2 de desembre de 2012 van realitzar el Ceremonials Tour.

## Membres
- Florence Welch - veu principal, percussió.
- Isabella Summers - teclats, cors.
- Robert Ackroyd - teclats, cors.
- Christopher Lloyd Hayden - bateria, percussió, cors.
- Mark Saunders - baix, cors, percussió.
- Tom Monger - arpa, xilòfon, baix acústic.
- Rusty Bradshaw - teclats, guitarra rítmica, cors.

## Discografia

### Àlbums
En estudi
- 2009: Lungs.
- 2011: Ceremonials.
- 2015: How Big, How Blue, How Beautiful.
- 2018: High as Hope
- 2022: Dance Fever

En viu
- 2011: Live at the Wiltern
- 2012: MTV Unplugged - A Live Album.

### EP
- 2009: A Lot of Love. A Lot of Blood.
- 2010: iTunes Festival: London 2010.
- 2010: iTunes Live from SoHo.

### Senzills
| Any  | Senzill                                                                                             | Posicions | Posicions | Posicions | Posicions | Posicions | Posicions | Posicions | Posicions | Posicions | Posicions | Posicions | Certificacions                             | Àlbum                                  |
| Any  | Senzill                                                                                             | UK        | ALE       | AUS       | AUT       | BEL (Fla) | CAN       | IRL       | NZ        | SUI       | US        | US Dance  | Certificacions                             | Àlbum                                  |
| ---- | --------------------------------------------------------------------------------------------------- | --------- | --------- | --------- | --------- | --------- | --------- | --------- | --------- | --------- | --------- | --------- | ------------------------------------------ | -------------------------------------- |
| 2008 | "Kiss with a Fist"                                                                                  | 51        | —         | —         | —         | —         | —         | —         | —         | —         | —         | —         |                                            | Lungs                                  |
| 2008 | "Dog Days Are Over"                                                                                 | 23        | —         | 47        | —         | 21        | 19        | 6         | 27        | —         | 21        | 4         | - AUS: Platino - USA: 2× Platino - NZ: Oro | Lungs                                  |
| 2009 | "Rabbit Heart (Raise It Up)"                                                                        | 12        | —         | 93        | —         | 50        | —         | 41        | —         | —         | —         | —         |                                            | Lungs                                  |
| 2009 | "You've Got the Love"                                                                               | 5         | 52        | 9         | 28        | 25        | —         | 16        | —         | 49        | —         | —         | - AUS: 2× Platino - NZ: Oro                | Lungs                                  |
| 2009 | "Drumming Song"                                                                                     | 54        | —         | —         | —         | —         | —         | —         | —         | —         | —         | —         |                                            | Lungs                                  |
| 2010 | "You Got the Dirtee Love" (con Dizzee Rascal)                                                       | 2         | —         | 27        | —         | —         | —         | 24        | —         | —         | —         | —         |                                            | Lungs                                  |
| 2010 | "Cosmic Love"                                                                                       | 51        | —         | —         | —         | 55        | —         | 3         | —         | —         | —         | —         |                                            | Lungs                                  |
| 2010 | "Heavy in Your Arms"                                                                                | 53        | —         | —         | —         | —         | —         | —         | —         | —         | —         | —         |                                            | Lungs                                  |
| 2011 | "What the Water Gave Me"                                                                            | 24        | —         | 35        | —         | 52        | 72        | 13        | 15        | —         | 91        | —         | - AUS: Oro                                 | Ceremonials                            |
| 2011 | "Shake It Out"                                                                                      | 12        | 30        | 36        | 47        | 52        | 52        | 2         | 16        | 23        | 79        | 4         | - AUS: Platino - EUA: Platino - NZ: Oro    | Ceremonials                            |
| 2012 | "No Light, No Light"                                                                                | 50        | —         | 95        | —         | 65        | —         | 50        | —         | —         | —         | —         |                                            | Ceremonials                            |
| 2012 | "Never Let Me Go"                                                                                   | 16        | —         | 3         | —         | 60        | 75        | 73        | —         | —         | —         | —         | - AUS: 3× Platino                          | Ceremonials                            |
| 2012 | "Breath of Life"                                                                                    | 87        | 65        | 57        | 64        | —         | —         | —         | —         | —         | 111       | —         |                                            | Snow White and the Huntsman soundtrack |
| 2012 | "Spectrum (Say My Name)"                                                                            | 1         | 54        | 4         | —         | 2         | —         | 1         | 2         | 58        | —         | 1         | - AUS: 2× Platino - BEL: Oro - NZ: Platino | Ceremonials                            |
| 2012 | "Lover to Lover"                                                                                    | —         | —         | —         | —         | 75        | —         | —         | —         | —         | —         | —         |                                            | Ceremonials                            |
| 2015 | "What Kind of Man"                                                                                  | 37        | —         | 16        | 52        | 14        | 46        | 42        | 16        | 44        | 88        | —         |                                            | How Big, How Blue, How Beautiful       |
| 2015 | "Ship to Wreck"                                                                                     | 27        | 81        | 48        | 66        | 12        | —         | 38        | 37        | —         | —         | —         |                                            | How Big, How Blue, How Beautiful       |
| 2015 | "—" indica un enregistrament que no va entrar en la llista o no va ser llançat en aquest territori. |           |           |           |           |           |           |           |           |           |           |           |                                            |                                        |

## Vídeos musicals
| Any                                                             | Vídeo                               | Director                    |
| --------------------------------------------------------------- | ----------------------------------- | --------------------------- |
| 2008                                                            | "Kiss with a Fist"                  | James Price                 |
| 2008                                                            | "Dog Days Are Over"                 | Tom Beard Tabitha Denholm   |
| 2009                                                            | "Rabbit Heart (Raise It Up)"        | Tom Beard Tabitha Denholm   |
| 2009                                                            | "Drumming Song"                     | Dawn Shadforth              |
| 2009                                                            | "You've Got the Love"               | Tom Beard Tabitha Denholm   |
| 2010                                                            |                                     |                             |
| "Dog Days Are Over"                                             | Georgie Greville Geremy Jasper      |                             |
| "Cosmic Love"                                                   | Tom Beard Tabitha Denholm           |                             |
| "Heavy in Your Arms"                                            | Tom Beard Tabitha Denholm           |                             |
| 2011                                                            | "What the Water Gave Me"            | Paul Epworth                |
| 2011                                                            | "Shake It Out"                      | Dawn Shadforth              |
| 2011                                                            | "No Light, No Light"                | Arni & Kinski               |
| 2012                                                            | "Never Let Me Go"                   | Tabitha Denholm             |
| 2012                                                            | "Breath of Life"                    |                             |
| 2012                                                            | "Spectrum"                          | David LaChapelle John Byrne |
| 2012                                                            | "Breaking Down"                     | Tabitha Denholm             |
| 2012                                                            | "Sweet Nothing" (con Calvin Harris) | Vincent Haycock             |
| 2012                                                            | "Lover to Lover"                    | Vincent Haycock             |
| 2015                                                            |                                     |                             |
| "How Big, How Blue, How Beautiful"                              | Vincent Haycock                     |                             |
| "What Kind Of Man (The Odyssey – Chapter 1)"                    | Vincent Haycock                     |                             |
| "St Jude (The Odyssey – Chapter 2)"                             | Vincent Haycock                     |                             |
| "Ship To Wreck (The Odyssey – Chapter 3)"                       | Vincent Haycock                     |                             |
| "Queen of Peace & Long and Lost (The Odyssey – Chapters 4 & 5)" | Vincent Haycock                     |                             |
| "Delilah (The Odyssey – Chapter 6)"                             | Vincent Haycock                     |                             |